# Mont Pélago
Le mont Pélago est un sommet du massif du Mercantour-Argentera, situé dans le haut Boréon, dans le département français des Alpes-Maritimes.

## Toponymie
Le toponyme Pélago pourrait dériver des racines pel, signifiant « mont, sommet », et ag signifiant « aigu, pointu ».

## Géographie
Le mont Pélago est constitué de trois cimes distinctes : nord, centrale et sud, la cime centrale étant le point culminant. Vers le nord, le mont Pélago est séparé des caïres nègres du Pélago (sud et nord), par la baisse du Pélago. Le mont Pélago sépare le vallon des Erps (à l'ouest) du vallon Sangué (à l'est). D'un point de vue géologique, le mont Pélago est constitué d'anatexites

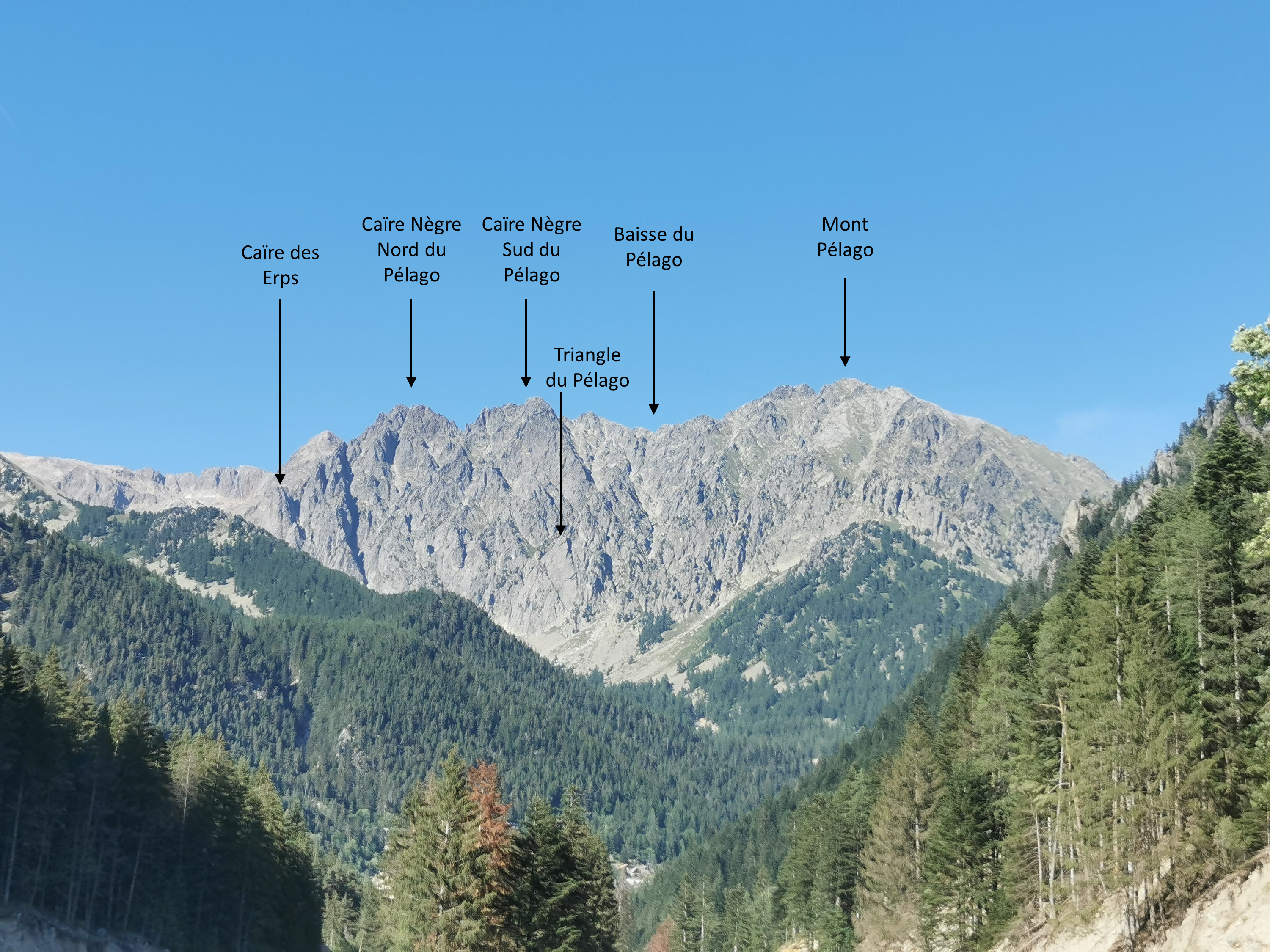
Vue de la face ouest du chaînon du Pélago.

## Histoire
L'historique de la première ascension de la voie normale reste inconnu. La première ascension hivernale documentée est l'œuvre de Victor de Cessole, le 28 janvier 1898.
Le mont Pélago a été parcouru par des personnalités du milieu de la montagne, comme Patrick Berhault (alpinisme mixte en face est, dans le « couloir Berhault/Brizzi » ou en face ouest, dans le couloir « Jamais vu ») et Paul Bonhomme (ski de pente raide, dans « les Larmes d'Ulysse »).

## Alpinisme et ski
Le chaînon du Pélago (caïres et mont) est réputé pour ses voies d'ampleur (la face ouest proposant environ 600 m de dénivelé), et pour ses nombreux couloirs. Il est parfois surnommé « la montagne aux 1 000 couloirs »,, du fait de sa structure particulièrement tourmentée.
Le « triangle du Pélago », facette rocheuse triangulaire d'environ 200 m en face ouest, comprend également de nombreux itinéraires rocheux.
La voie normale, réservée à des randonneurs aguerris, se trouve sur son versant sud-ouest, accessible depuis le Boréon par le vallon des Erps (F en cotation alpinisme).

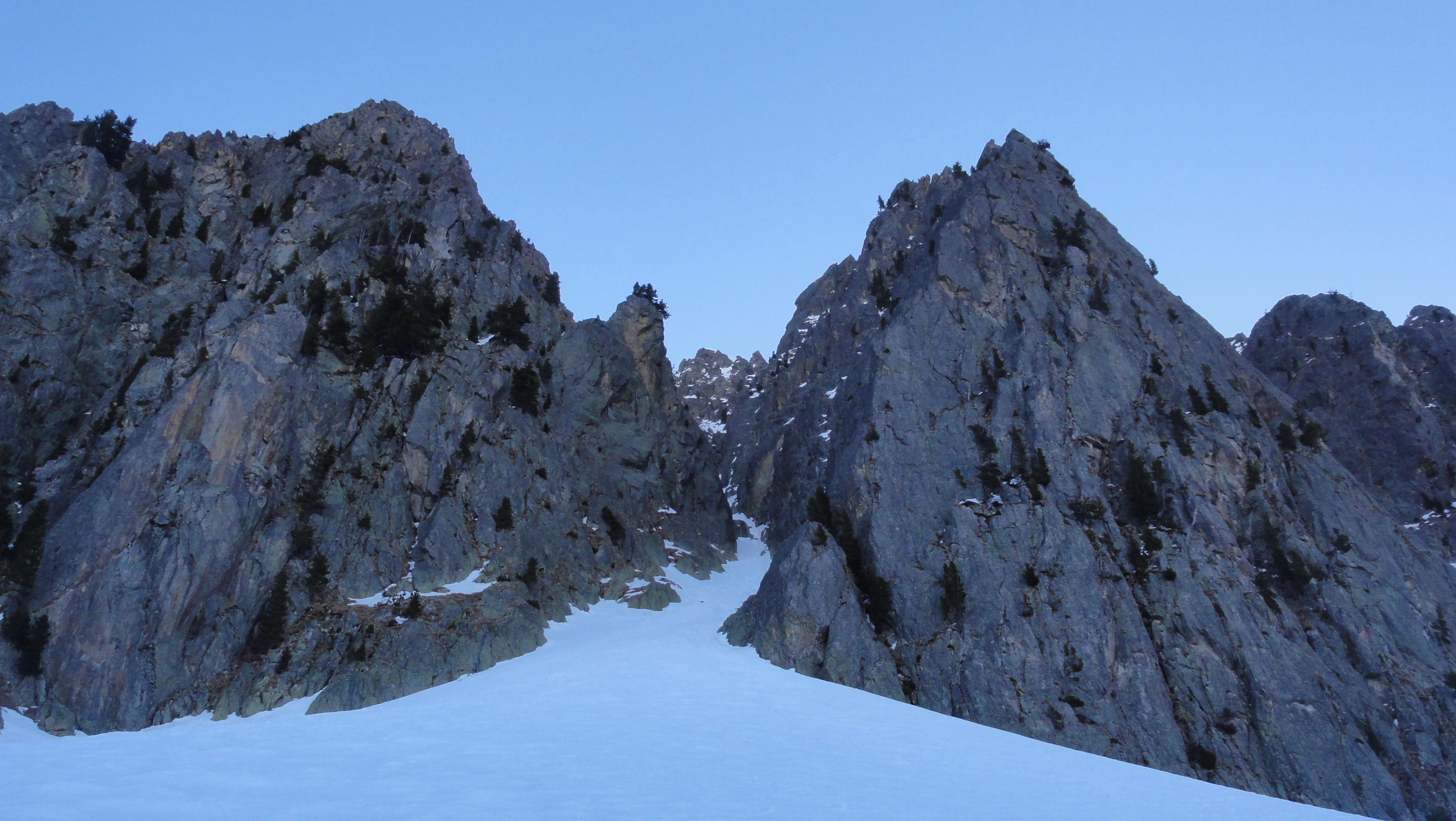
Triangle du Pélago et son couloir de gauche (dit « couloir ouest de la baisse du Pélago »).
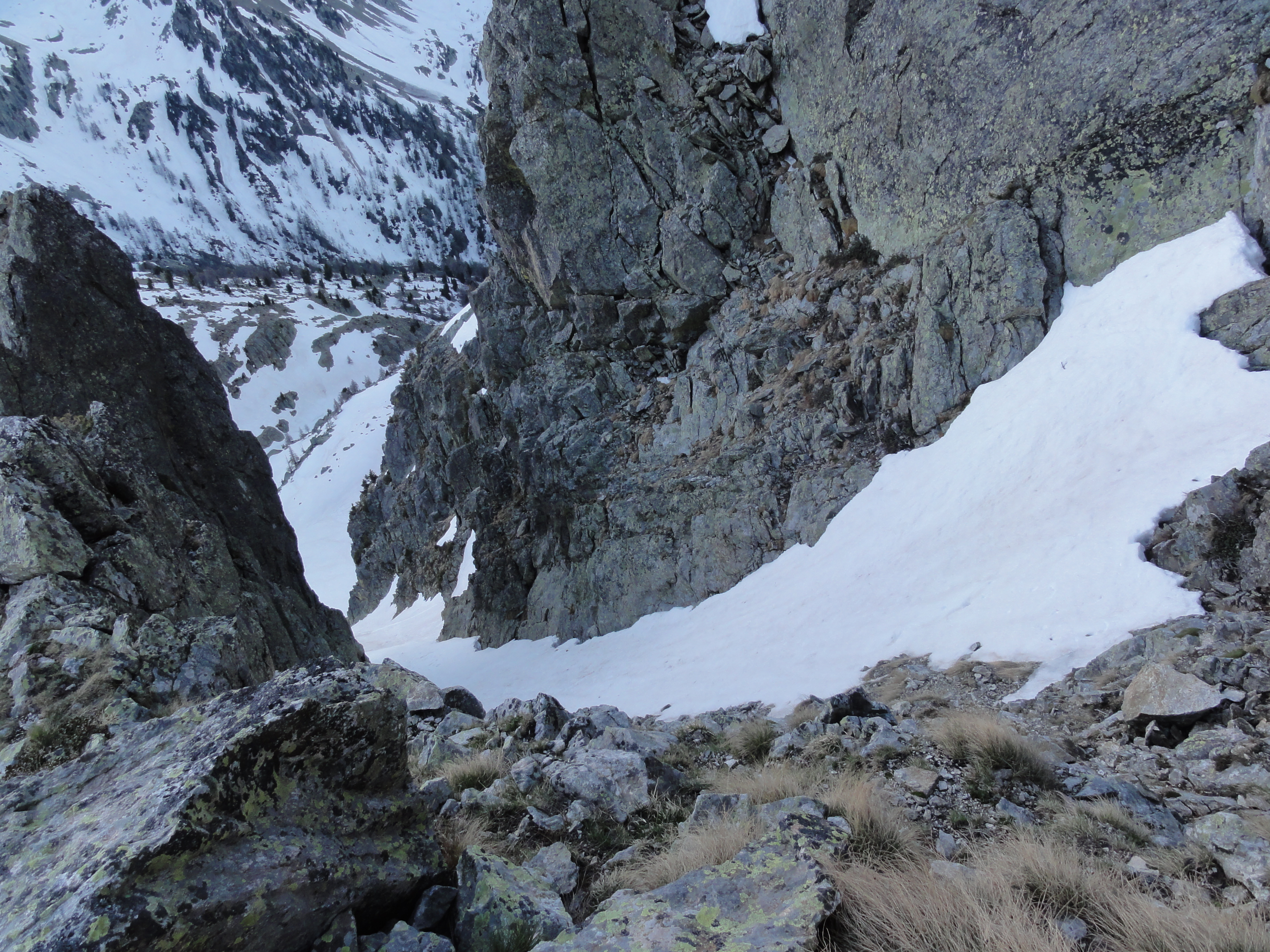
Couloir en face est du Pélago, dit « couloir Berhault/Brizzi ».
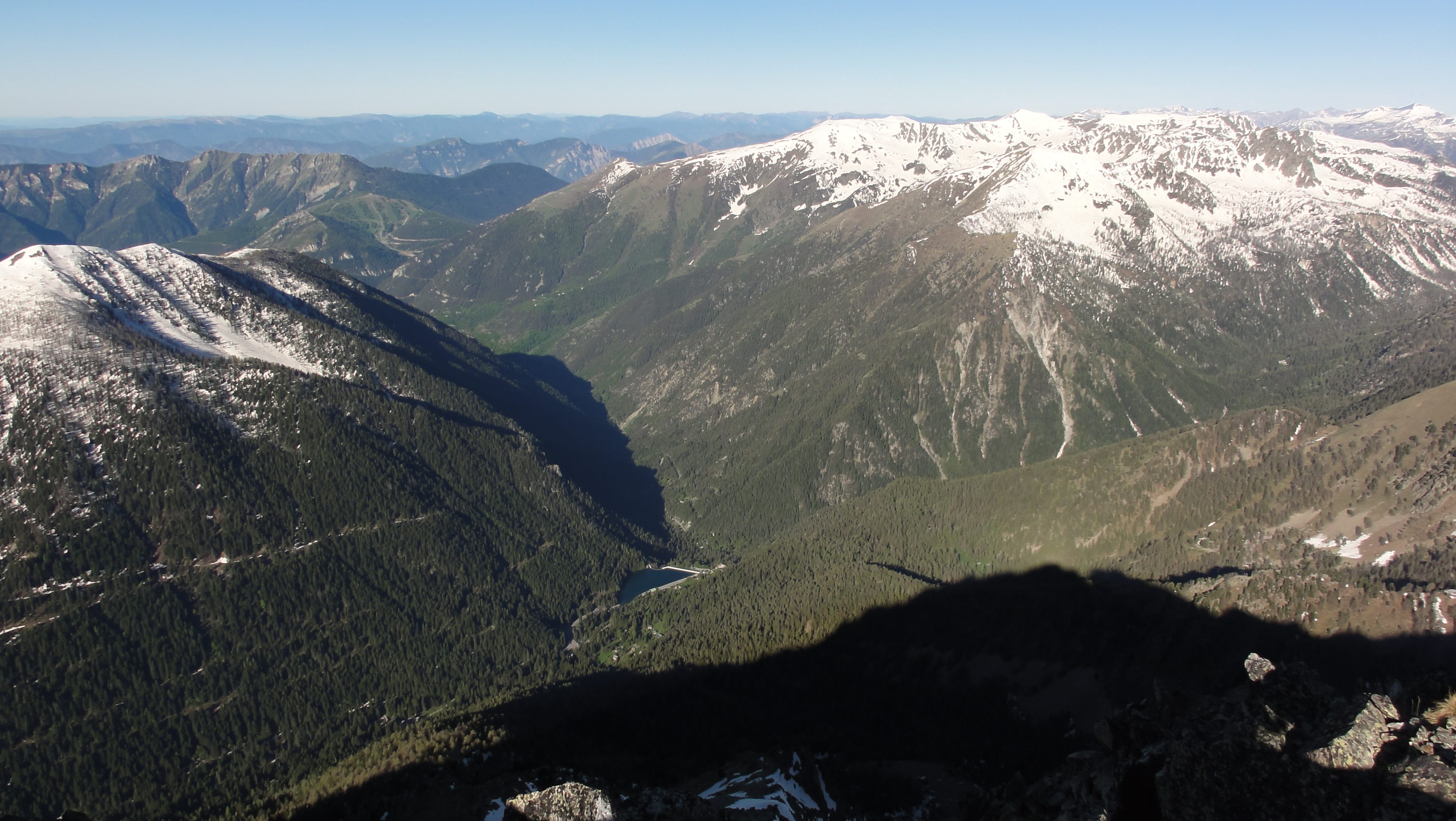
Lac du Boréon, vu depuis le sommet du Pélago.